# Шидловский, Евгений Александрович
Евгений Александрович Шидловский (бел. Яўген Аляксандравіч Шыдлоўскі; род. 13 января 1991, Гродно) — белорусский футболист, защитник.

## Клубная карьера
Воспитанник гродненского «Белкарда», взрослую карьеру начал в дубле жодинского «Торпедо», где выступал в качестве нападающего. В 2011 году провел четыре матча за основную команду. Позже в течение трех лет выступал в аренде в Первой лиге, защищая цвета «Лиды», «Витебска» и «Гранита». С последним клубом стал победителем турнира. Во время выступлений в Первой лиге постепенно опустился на позицию защитника.
По окончании сезона 2014 вернулся в Жодино, однако в результате просмотра не подошёл и в феврале покинул «Торпедо-БелАЗ». Вскоре стал игроком «Городеи», которой по итогам сезона 2015 помог выйти в Высшую лигу. В январе 2016 года продлил контракт с «сахарными». В сезоне 2016 года он сыграл всего 5 матчей в Высшей лиге. В начале сезона 2017 года и в июле 2017 года он играл в стартовом составе, в остальных оставаясь на скамейке запасных. В декабре 2017 года по истечении контракта он покинул «Городею».
В феврале 2018 года он поехал на просмотр в «Лиду», где в итоге подписал контракт. Он начал сезон в основном составе, но в апреле получил травму и вернулся на поле только в июне.
В январе 2019 года он стал игроком житковичского ЮАС, но в апреле того же года перебрался в «Смолевичи». В смолевичской команде чередовал выходы в стартовом составе и на замену, с сентября стал чаще оставаться на скамейке запасных.
В январе 2020 года покинул «Смолевичи» и вскоре был дисквалифицирован на один год по делу о договорных матчах.

### Статистика
| Сезон | Дивизион | Клуб             | Страна                    | Матчи | Голы |
| ----- | -------- | ---------------- | ------------------------- | ----- | ---- |
| 2008  | дубль    | Торпедо (Жодино) | Флаг Беларуси (1995—2012) | 25    | 2    |
| 2009  | дубль    | Торпедо (Жодино) | Флаг Беларуси (1995—2012) | 17    | 5    |
| 2011  | Д1       | Торпедо-БелАЗ    | Флаг Беларуси (1995—2012) | 4     | 0    |
| 2012  | Д2       | Лида             | Флаг Беларуси             | 18    | 1    |
| 2013  | Д2       | Витебск          | Флаг Беларуси             | 21    | 1    |
| 2014  | Д2       | Гранит           | Флаг Беларуси             | 26    | 1    |
| 2015  | Д2       | Городеи          | Флаг Беларуси             | 26    | 3    |
| 2016  | Д2       | Городеи          | Флаг Беларуси             | 5     | 0    |
| 2017  | Д1       | Городеи          | Флаг Беларуси             | 7     | 0    |
| 2018  | Д2       | Лида             | Флаг Беларуси             | 19    | 2    |
| 2019  | Д2       | Смолевичи        | Флаг Беларуси             | 18    | 0    |

## Международная карьера
В 2009 году играл за юношескую сборную Беларуси в квалификационном раунде чемпионата Европы.

## Достижения
- Чемпион Первой лиги Беларуси: 2014